# پل گواین
پل گواین (انگلیسی: Paul Gaudoin؛ زادهٔ ۱۲ اوت ۱۹۷۵) بازیکن هاکی روی چمن اهل استرالیا است.